# Liste der Kulturgüter in Chavannes-le-Chêne
Die Liste der Kulturgüter in Chavannes-le-Chêne enthält alle Objekte in der Gemeinde Chavannes-le-Chêne im Kanton Waadt, die gemäss der Haager Konvention zum Schutz von Kulturgut bei bewaffneten Konflikten, dem Bundesgesetz vom 20. Juni 2014 über den Schutz der Kulturgüter bei bewaffneten Konflikten sowie der Verordnung vom 29. Oktober 2014 über den Schutz der Kulturgüter bei bewaffneten Konflikten unter Schutz stehen.
Objekte der Kategorien A sind im Gemeindegebiet nicht ausgewiesen, Objekte der Kategorie B sind vollständig in der Liste enthalten, Objekte der Kategorie C fehlen zurzeit (Stand: 13. Oktober 2021).

## Kulturgüter
| Foto |                                                            | Objekt | Kat. | Typ | Standort                           | Beschreibung |
| ---- | ---------------------------------------------------------- | --- | ---- | --- | ---------------------------------- | ------------ |
| BW   | Datei hochladen · Wikidata zu Vallon des Vaux (Q3553899)   | Vallon des Vaux, neolithisch-hochmittelalterliche Fundstelle / Vallon des Vaux, sites du néolithique-haut moyen âge KGS-Nr.: 10509 | A    | F   | 548700 / 180651                    |              |
| BW   | Datei hochladen · Wikidata zu Rathaus mit Turm (Q29890649) | Gemeindehaus mit Turm / Hôtel de Ville avec tour KGS-Nr.: 5980                                                                     | B    | G   | Place du Village 7 549554 / 180837 |              |